# بخش د سنت ویسنت
بخش د سنت ویسنت (به اسپانیایی: Partido de San Vicente) یک منطقهٔ مسکونی در آرژانتین است که در استان بوئنوس آیرس واقع شده‌است. بخش د سنت ویسنت ۶۶۶ کیلومتر مربع مساحت و ۴۴٬۵۲۹ نفر جمعیت دارد.